# Ochthebius scintillans
Ochthebius scintillans är en skalbaggsart som beskrevs av Champion 1920. Ochthebius scintillans ingår i släktet Ochthebius och familjen vattenbrynsbaggar. Inga underarter finns listade i Catalogue of Life.